# Johann Georg Wenrich

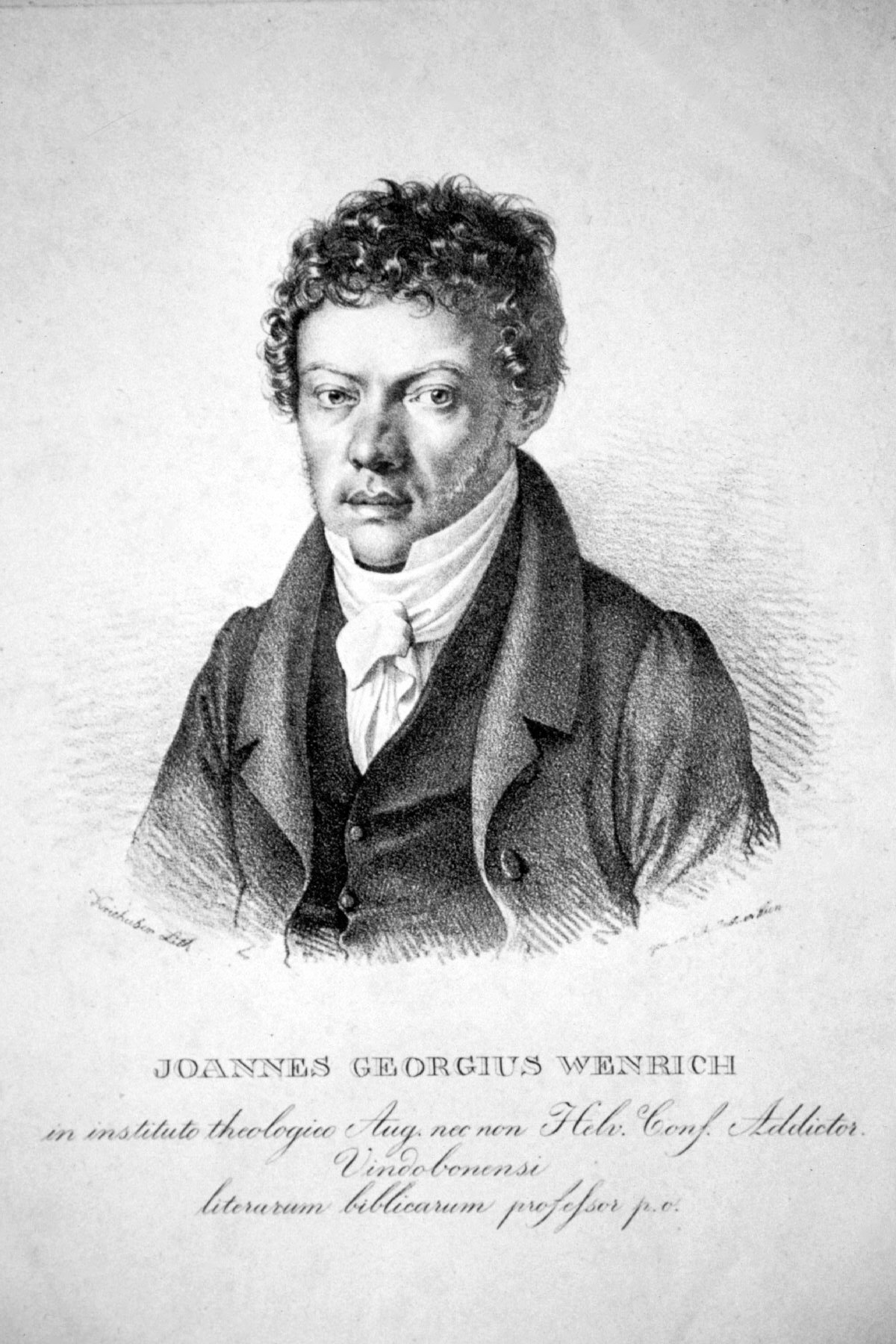
Johann Georg Wenrich (ca. 1830)

Johann Georg Wenrich (auch Johann Wenrich; * 13. Oktober 1787 in Schäßburg; † 15. Mai 1847 in Wien) war ein österreichischer evangelischer Theologe und Hochschullehrer.

## Leben
Wenrich war Sohn eines Deutschen. Er absolvierte das Gymnasium von Hermannstadt. Ab 1805 besuchte er das Lyzeum in Hermannstadt, um Philosophie und Theologie zu studieren. Nach der kirchlichen Prüfung wurde er Lehrer am Hermannstädter Gymnasium. 1809 kam er zum Studium der semitischen Sprachen nach Wien, bevor er 1812 einen Ruf als Professor der hebräischen, griechischen und lateinischen Sprache an das Lyceum von Hermannstadt folgte. 1815 stieg er zum Konrektor sowie zum Professor der Philosophie und Mathematik auf. 1818 wurde er Professor der Theologie und Weltgeschichte und zum Rektor der Anstalt gewählt.
Wenrich wurde 1821 an die neugegründete protestantisch-theologische Lehranstalt Wien als Professor der biblischen Literatur berufen. Dort lehrte er als einer der ersten öffentlich Sanskrit. 1847 gehörte er zu den ersten vierzig Mitgliedern der Kaiserlichen Akademie der Wissenschaften. Er starb jedoch bereits tags darauf überraschend im Kreise seiner Familie.

## Werke (Auswahl)
- Commentatio historica, qua, quantum linguarum orientalium studia Austriae debeant, exponitur, 2 Teile, Wien 1822 und 1824.
- Johann Wächter als Mensch, als Diener des Staates und der Kirche dargestellt, Heubner, Wien 1831.
- Jakob Glatz. Eine biographische Skizze. Mit dem Bildniss des Verewigten, Wien 1834.
- De Auctorum Graecorum versionibus et commentariis Syriacis, Arabicis, Armeniacis, Persicisque commentatio, Vogel, Leipzig 1842 (durch die Akademie der Wissenschaften zu Göttingen ausgezeichnet).
- De poeseos Hebraicae atque Arabicae origine, indole, mutuoque consensu atque discrimine commentatio, Vogel, Leipzig 1843 (durch die Académie française in Paris ausgezeichnet).
- Rerum ab Arabibus in Italia, Insulisque adjacentibus, Sicilia maxime. Sardinia atque Corsica gestarum Commentarii, Vogel Leipzig 1843.